# Okręg wyborczy Sandwich
Okręg wyborczy Sandwich powstał w 1366 r. i wysyłał do angielskiej, a następnie brytyjskiej, Izby Gmin dwóch deputowanych. Okręg obejmował miasto Sandwich, jeden z Pięciu Portów. Został zlikwidowany w 1885 r.

## Deputowani do brytyjskiej Izby Gmin z okręgu Sandwich

### Deputowani w latach 1366–1660
- 1558–1571: Roger Manwood
- 1571: John Manwood
- 1576–1606: Edward Peake
- 1588–1601: Peter Manwood
- 1604–1611: George Fane of Burston
- 1604–1611: John Griffith
- 1621–1622: Edwin Sandys
- 1621–1622: John Burroughes
- 1640–1644: Thomas Peyton
- 1640–1648: Edward Partridge
- 1645–1648: Charles Rich
- 1654–1656: Thomas Kelsey
- 1656–1659: James Thurbarne
- 1659: Richard Meredith

### Deputowani w latach 1660–1885
- 1660–1679: James Thurbarne
- 1660–1661: Henry Oxenden
- 1661–1665: Edward Montagu
- 1665–1679: John Strode
- 1679–1685: John Thurbarne
- 1679–1685: James Oxenden
- 1685–1689: John Strode
- 1685–1689: Philip Parker
- 1689–1695: John Thurbarne
- 1689–1690: James Oxenden
- 1690–1698: Edward Brent
- 1695–1698: John Taylor
- 1698–1701: John Thurbarne
- 1698–1701: John Michel
- 1701–1701: Henry Furnese
- 1701–1701: John Taylor
- 1701–1701: John Michel
- 1701–1713: henry Furnese
- 1701–1702: James Oxenden
- 1702–1705: John Michel
- 1705–1713: Josiah Burchett, wigowie
- 1713–1715: John Michel
- 1713–1720: Henry Oxenden
- 1715–1722: Thomas D'Aeth
- 1720–1754: George Oxenden, wigowie
- 1722–1741: Josiah Burchett, wigowie
- 1741–1747: John Pratt
- 1747–1761: John Clevland
- 1754–1756: Claudius Amyand
- 1756–1774: Henry Conyngham, 1. wicehrabia Conyngham
- 1761–1768: George Hay
- 1768–1806: Philip Stephens
- 1774–1776: William Hey
- 1776–1780: Charles Brett, torysi
- 1780–1784: Richard Sutton
- 1784–1790: Charles Brett, wigowie
- 1790–1807: Horatio Mann
- 1806–1807: Thomas Fremantle
- 1807–1808: Peter Rainier Młodszy
- 1807–1812: Charles Jenkinson
- 1808–1812: John Spratt Rainier
- 1812–1824: Joseph Marryatt
- 1812–1818: Joseph Sydney Yorke
- 1818–1826: George Warrender
- 1824–1835: Joseph Marryatt, wigowie
- 1826–1829: Edward Owen
- 1829–1830: Harry Fane
- 1830–1831: Samuel Grove Price
- 1831–1847: Edward Thomas Troubridge, wigowie
- 1835–1837: Samuel Grove Price, Partia Konserwatywna
- 1837–1839: James Rivett-Carnac, wigowie
- 1839–1841: Rufane Shaw Donkin, wigowie
- 1841–1847: Hugh Hamilton Lindsay, Partia Konserwatywna
- 1847–1852: lord Clarence Paget, wigowie
- 1847–1852: Charles William Grenfell, wigowie
- 1852–1857: lord Charles Clinton, Partia Konserwatywna
- 1852–1857: James McGregor, Partia Konserwatywna
- 1857–1880: Edward Knatchbull-Hugessen, Partia Liberalna
- 1857–1866: lord Clarence Paget, Partia Liberalna
- 1866–1868: Charles Capper, Partia Konserwatywna
- 1868–1885: Henry Arthur Brassey, Partia Liberalna
- 1880–1880: Charles Henry Compton Roberts, Partia Konserwatywna